# Saint-André-d'Apchon
Pour les articles homonymes, voir Saint-André.
Saint-André-d'Apchon est une commune française située dans le département de la Loire en région Auvergne-Rhône-Alpes.

## Géographie
Village situé entre la plaine du Forez et les monts de la Madeleine, sur la RD 8 aussi appelée « Route des vins de la côte-roannaise ».

### Climat
Pour des articles plus généraux, voir Climat d'Auvergne-Rhône-Alpes et Climat de la Loire.
En 2010, le climat de la commune est de type climat océanique dégradé des plaines du Centre et du Nord, selon une étude du Centre national de la recherche scientifique s'appuyant sur une série de données couvrant la période 1971-2000. En 2020, Météo-France publie une typologie des climats de la France métropolitaine dans laquelle la commune est exposée à un climat de montagne ou de marges de montagne et est dans la région climatique Nord-est du Massif Central, caractérisée par une pluviométrie annuelle de 800 à 1 200 mm, bien répartie dans l’année.
Pour la période 1971-2000, la température annuelle moyenne est de 10,6 °C, avec une amplitude thermique annuelle de 16,3 °C. Le cumul annuel moyen de précipitations est de 885 mm, avec 10,3 jours de précipitations en janvier et 7,5 jours en juillet. Pour la période 1991-2020, la température moyenne annuelle observée sur la station météorologique de Météo-France la plus proche, « Roanne-Riorges_aéro », sur la commune de Saint-Léger-sur-Roanne à 5 km à vol d'oiseau, est de 11,8 °C et le cumul annuel moyen de précipitations est de 668,1 mm,. Pour l'avenir, les paramètres climatiques de la commune estimés pour 2050 selon différents scénarios d'émission de gaz à effet de serre sont consultables sur un site dédié publié par Météo-France en novembre 2022.

## Urbanisme

### Typologie
Au 1er janvier 2024, Saint-André-d'Apchon est catégorisée bourg rural, selon la nouvelle grille communale de densité à sept niveaux définie par l'Insee en 2022.
Elle appartient à l'unité urbaine de Roanne, une agglomération intra-départementale regroupant 15  communes, dont elle est une commune de la banlieue,,. Par ailleurs la commune fait partie de l'aire d'attraction de Roanne, dont elle est une commune de la couronne,. Cette aire, qui regroupe 88 communes, est catégorisée dans les aires de 50 000 à moins de 200 000 habitants,.

### Occupation des sols
L'occupation des sols de la commune, telle qu'elle ressort de la base de données européenne d’occupation biophysique des sols Corine Land Cover (CLC), est marquée par l'importance des territoires agricoles (72,1 % en 2018), en diminution par rapport à 1990 (75,3 %). La répartition détaillée en 2018 est la suivante : 
prairies (37,5 %), zones agricoles hétérogènes (34,7 %), forêts (15,3 %), zones urbanisées (12,5 %). L'évolution de l’occupation des sols de la commune et de ses infrastructures peut être observée sur les différentes représentations cartographiques du territoire : la carte de Cassini (XVIIIe siècle), la carte d'état-major (1820-1866) et les cartes ou photos aériennes de l'IGN pour la période actuelle (1950 à aujourd'hui).

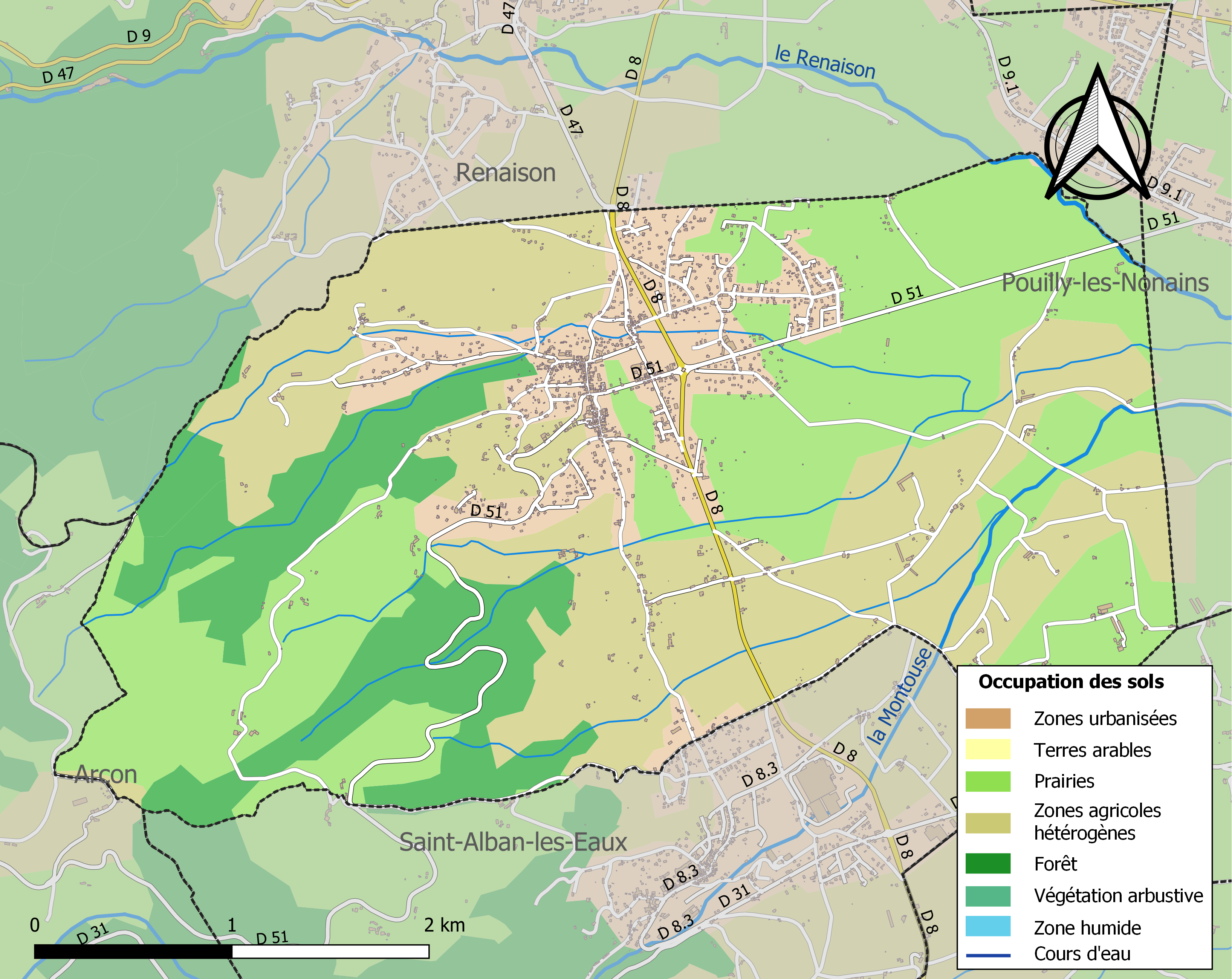
Carte des infrastructures et de l'occupation des sols de la commune en 2018 (CLC).

## Histoire
Les traces les plus anciennes de l’existence du village nous entraîne à l'époque de la gaule antique. Sur les hauteurs, un tumulus et un souterrain sont là, qui attestent de cette présence gauloise sur les terres de Saint-André. Les Romains également laissèrent une preuve de leur venue. Une source hydrominérale au lieu-dit Les Salles était, en effet, exploitée par les Romains.
C’est en 902 (Xe siècle) que le nom du village apparaît pour la première fois dans la charte d’Ambierle, sous la dénomination latine : Sanctus Andréa. Et jusqu’en 1180, la paroisse de Saint-André-d'Apchon dépend du prieuré clunisien d’Ambierle. À noter que du XIe au XIIe siècle, le village d’origine se situait à l’emplacement actuel de l’église, sur un éperon rocheux facilement défendable.
En 1290 (XIIIe siècle,) la toponymie du village évolue et prend l’appellation de Sain-André en Rouaney, conformément à la charte du Forez.
En 1392, la seigneurie Apchonnaise relève du fief voisin. En conséquence, le nom du village change à nouveau en Saint-André-de-Roneysons.
Au XVIe siècle, Arthaud, baron d’Apchon, rattache son nom à Saint-André qui devient alors Saint-André-d’Arthaud.
C’est en 1562, que le nom du village actuel apparaît pour la première fois sous son appellation moderne : Saint-André-d'Apchon. Car les barons d’Apchon succédant à la famille d’Albon, souhaitent associer le nom de leur famille à celui du village.
En 1866, Saint André d'Apchon cède (avec Villemontais), une importante partie de son territoire comprenant une station thermale, pour permettre la formation de la commune de Saint-Alban-les-Eaux.
Depuis le 1er janvier 2013, la communauté de communes de la Côte roannaise dont faisait partie la commune s'est intégrée à la communauté d'agglomération Roannais Agglomération regroupant 40 communes.

## Politique et administration
| Période                                  | Période   | Identité                   | Étiquette      | Qualité                                                                                   |
| ---------------------------------------- | --------- | -------------------------- | -------------- | ----------------------------------------------------------------------------------------- |
| Les données manquantes sont à compléter. |           |                            |                |                                                                                           |
| vers 1910                                | vers 1910 | Benoît Perrichon           | Républicain    | Propriétaire Conseiller général du canton de Saint-Haon-le-Châtel (1904-1910)             |
| 1919                                     | 1947      | Jean-Baptiste Chambonnière | Radical        | Négociant Conseiller général du canton de Saint-Haon-le-Châtel (1919-1940 puis 1945-1949) |
| 1971                                     | 1977      | Denis Lefevre              |                |                                                                                           |
| 1977                                     | 1995      | Albert Lauriac             | DVG            | Enseignant                                                                                |
| juin 1995                                | mars 2014 | Gaston Collet              | DVG            | Enseignant                                                                                |
| mars 2014                                | En cours  | Martine Roffat             | Sans étiquette | Assistant ingénieur                                                                       |

## Démographie
L'évolution du nombre d'habitants est connue à travers les recensements de la population effectués dans la commune depuis 1793. Pour les communes de moins de 10 000 habitants, une enquête de recensement portant sur toute la population est réalisée tous les cinq ans, les populations de référence des années intermédiaires étant quant à elles estimées par interpolation ou extrapolation. Pour la commune, le premier recensement exhaustif entrant dans le cadre du nouveau dispositif a été réalisé en 2008.

En 2022, la commune comptait 1 942 habitants, en évolution de −0,56 % par rapport à 2016 (Loire : +1,32 %, France hors Mayotte : +2,11 %).
| 1793  | 1800  | 1806  | 1821  | 1831  | 1836  | 1841  | 1846  | 1851  |
| ----- | ----- | ----- | ----- | ----- | ----- | ----- | ----- | ----- |
| 1 500 | 1 303 | 1 453 | 1 542 | 1 747 | 1 740 | 1 731 | 1 731 | 1 762 |

| 1856  | 1861  | 1866  | 1872  | 1876  | 1881  | 1886  | 1891  | 1896  |
| ----- | ----- | ----- | ----- | ----- | ----- | ----- | ----- | ----- |
| 1 797 | 1 907 | 1 541 | 1 514 | 1 531 | 1 533 | 1 638 | 1 659 | 1 672 |

| 1901  | 1906  | 1911  | 1921  | 1926  | 1931  | 1936  | 1946  | 1954  |
| ----- | ----- | ----- | ----- | ----- | ----- | ----- | ----- | ----- |
| 1 672 | 1 585 | 1 545 | 1 280 | 1 294 | 1 230 | 1 149 | 1 035 | 1 103 |

| 1962  | 1968  | 1975  | 1982  | 1990  | 1999  | 2006  | 2008  | 2013  |
| ----- | ----- | ----- | ----- | ----- | ----- | ----- | ----- | ----- |
| 1 094 | 1 154 | 1 347 | 1 699 | 1 720 | 1 741 | 1 843 | 1 867 | 1 926 |

| 2018  | 2022  | - | - | - | - | - | - | - |
| ----- | ----- | - | - | - | - | - | - | - |
| 1 939 | 1 942 | - | - | - | - | - | - | - |

## Culture locale et patrimoine
- L'église Saint-André de Saint-André-d'Apchon :

La construction d’origine de l’église, en rectangle tout simple, se situe autour du XIIIe siècle. La bâtisse changera plusieurs fois d'aspect au fil de son histoire. Entièrement modifié, le voûtement de la nef de forme gothique impose une toiture entièrement nouvelle, analogue à celle du « château. » Cela obligera l’édification d’une charpente exceptionnelle, véritable œuvre d'art qui, à elle seule, mérite le détour. Mais l'intérieur n'est pas en reste. Des vitraux magnifiques dans le chœur et la chapelle latérale, et une statuaire abondante, avec des réalisations en bois doré polychrome, ainsi que des statues en pierre représentant Sainte Catherine, Sainte Geneviève et Notre Dame de Pitié. Embellie au fil des siècles, ceci grâce à de véritables œuvres d'art, certaines aujourd'hui, classées "monument historique." L'édifice a été inscrit au titre des monuments historiques en 1963.

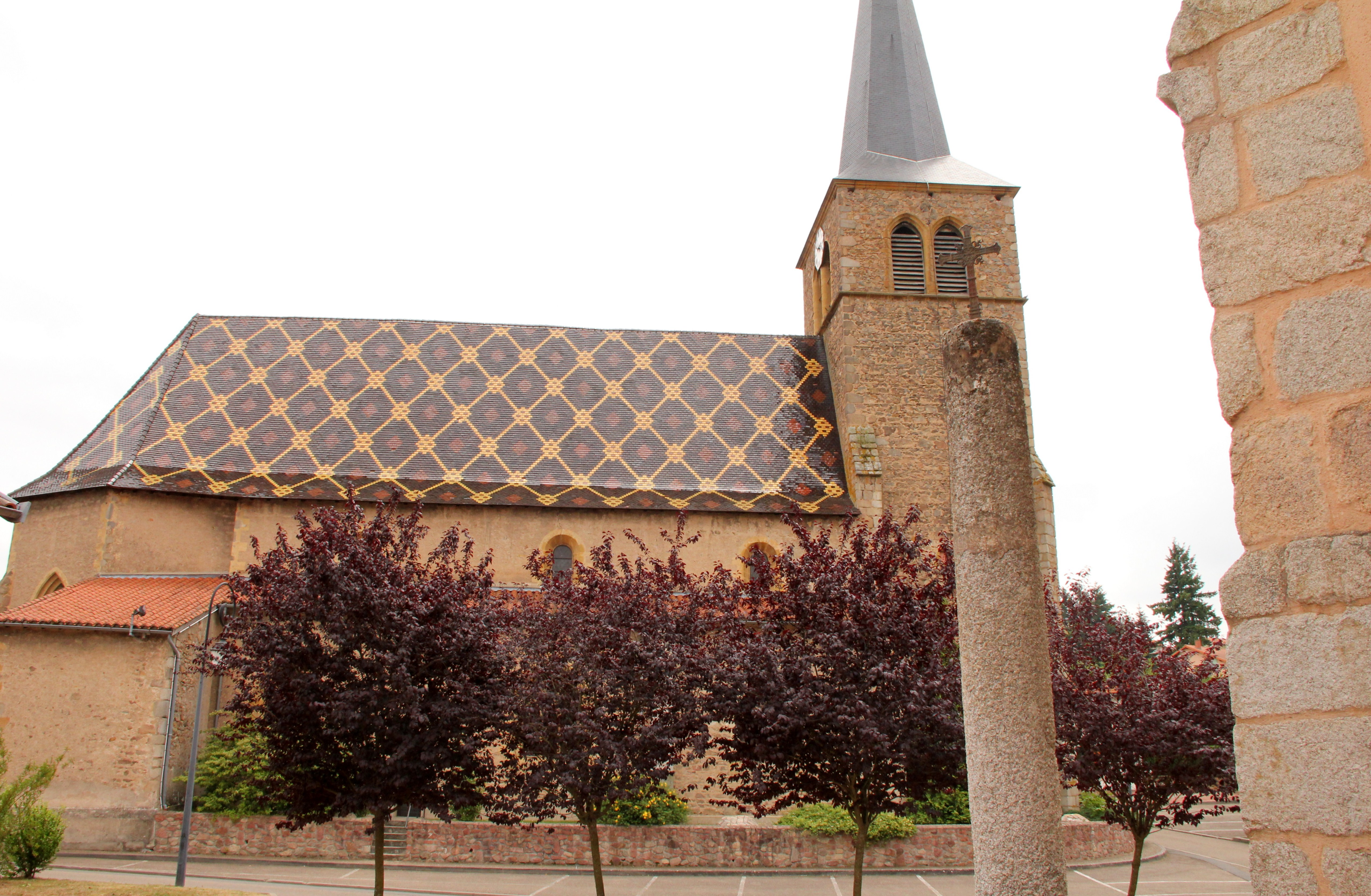
Église.
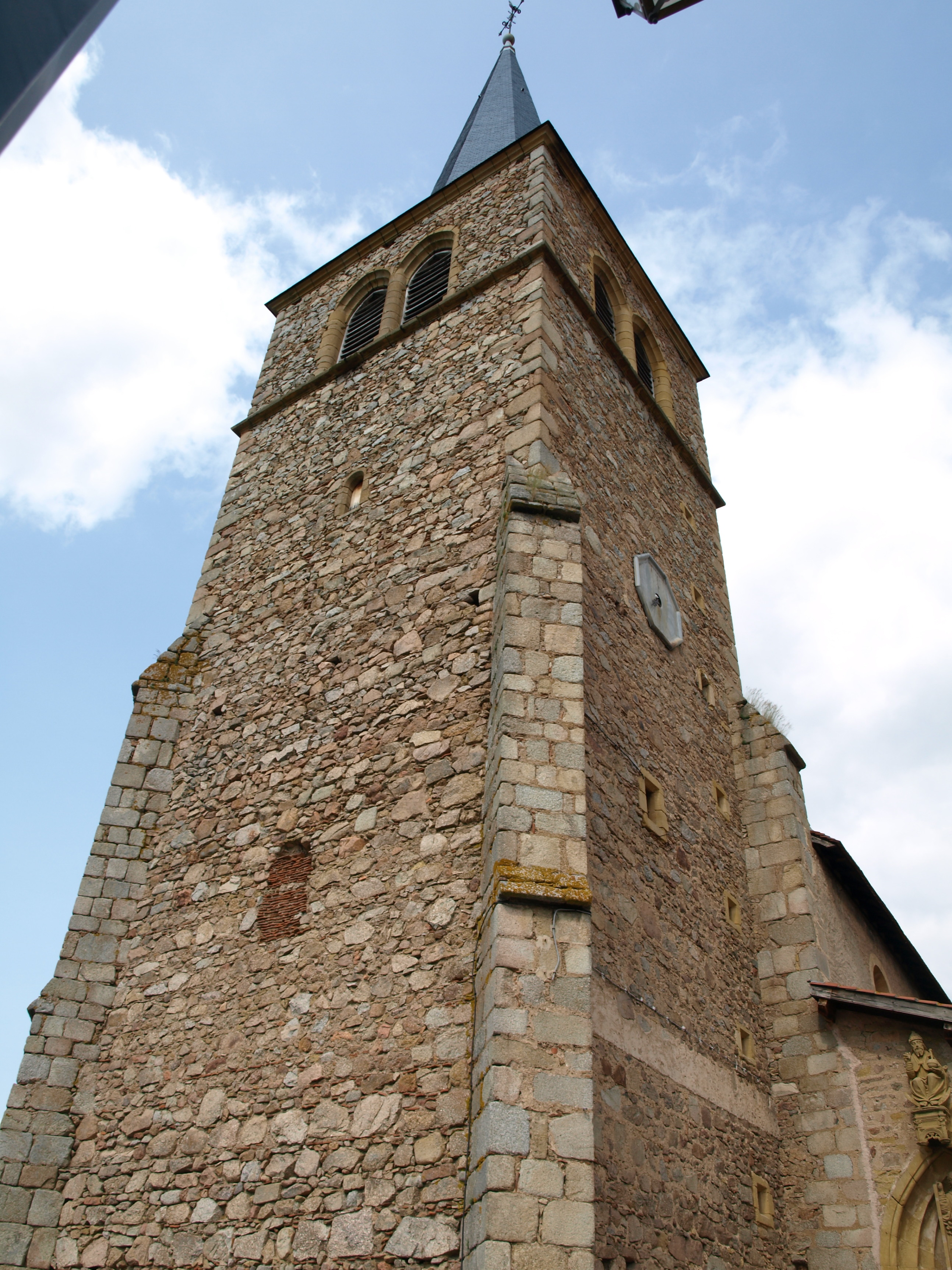
Clocher.

- Le château :

Le Château d'Apchon Renaissance est une propriété privée. Il est classé sur la liste complémentaire des monuments historiques.

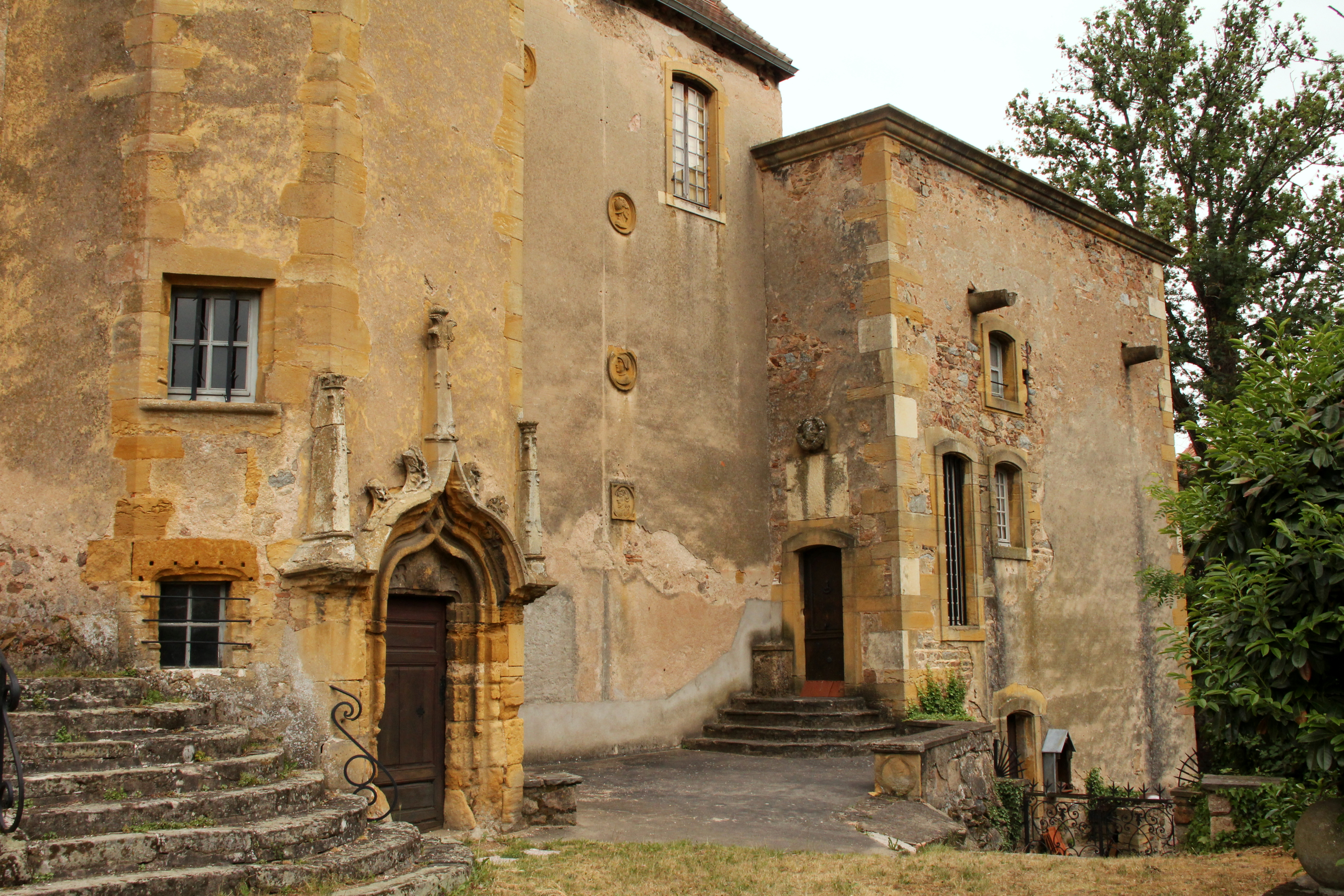
Façade du château.
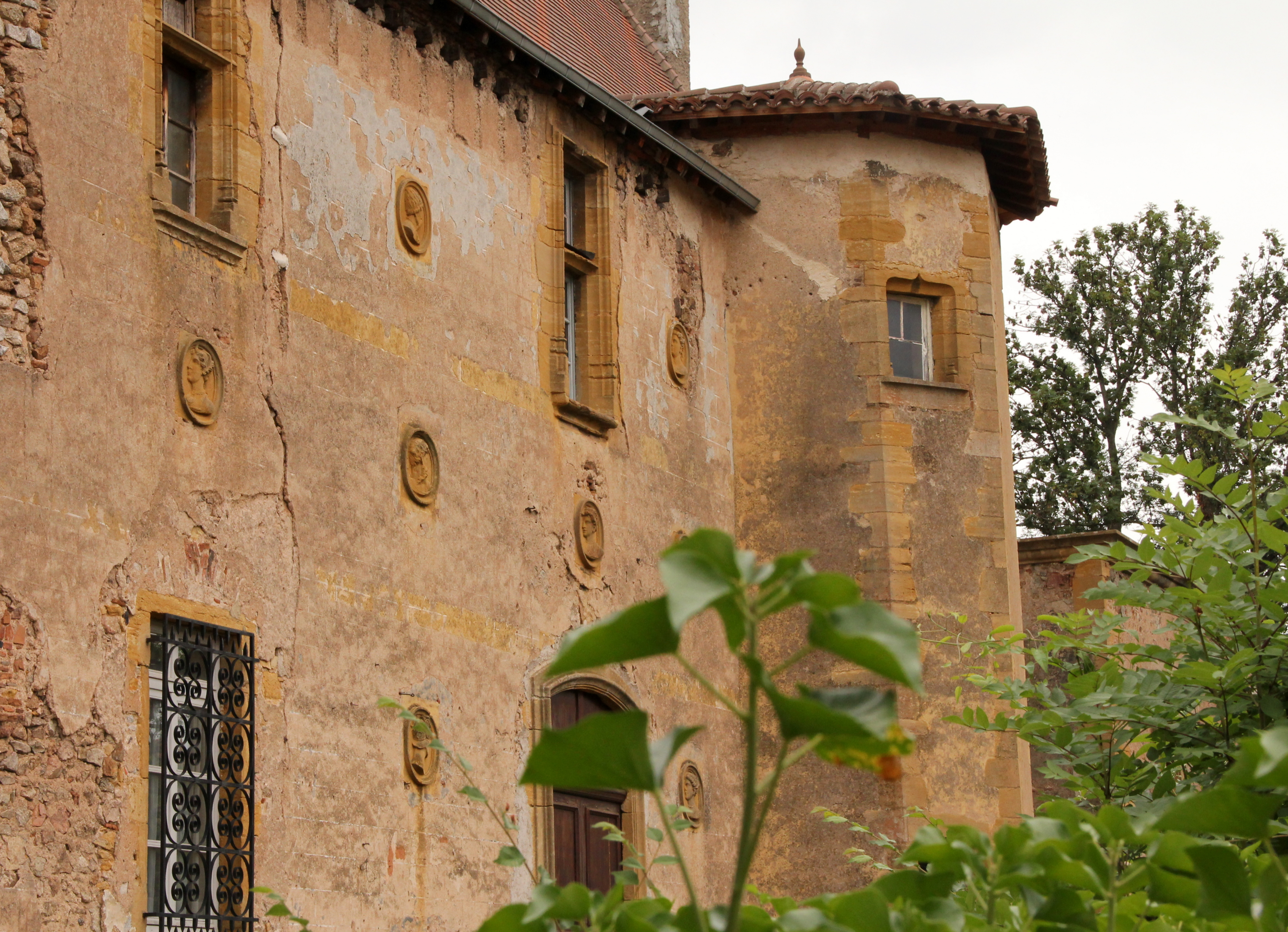
Médaillons.
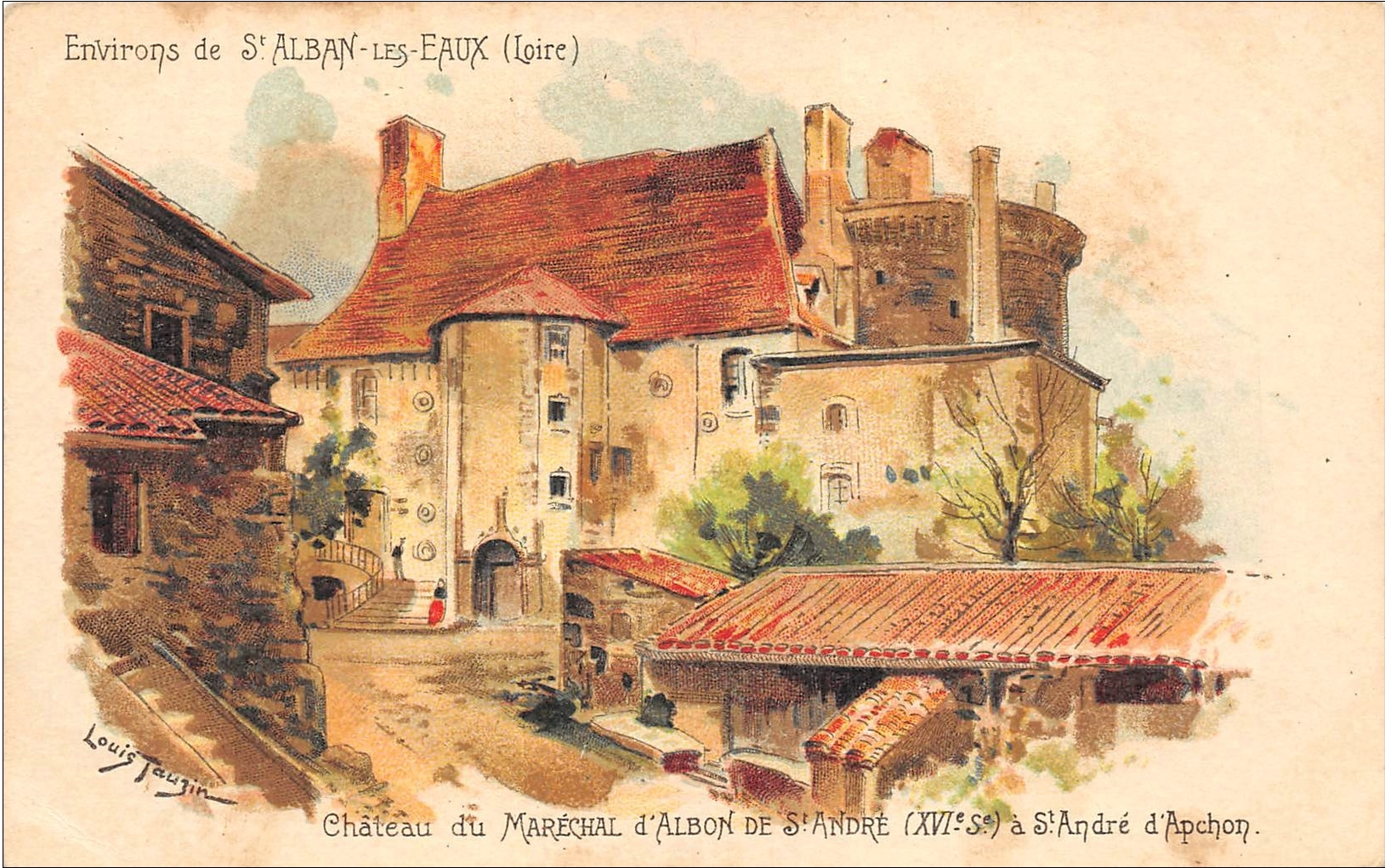
aquarelle de Louis Tauzin

- Vignoble du Bouthéran

### Héraldique
|  | Les armoiries de Saint-André-d'Apchon se blasonnent ainsi : De sable à la croix d’or, au lambel de gueules brochant en chef. |

## Personnalités liées à la commune
- Jacques d'Albon de Saint-André (° 1505 - † 1562), seigneur de Saint-André, maréchal de France.
- Gilbert Laurent (° 1857 - † 1937), homme politique et chirurgien, député de la Loire de 1906 à 1924, né à Saint-André-d'Apchon.